# Lauritz Schoof
Lauritz Schoof (Rendsburg, 7 de outubro de 1990) é um remador alemão, bicampeão olímpico.

## Carreira
Schoof competiu nos Jogos Olímpicos de 2012 e 2016, sagrando-se campeão olímpico em ambas as oportunidades com a equipe da Alemanha do skiff quádruplo.